# Chidobe Awuzie
Chidobe Awuzie (geboren am 24. Mai 1995 in San José, Kalifornien) ist ein US-amerikanischer American-Football-Spieler auf der Position des Cornerbacks. Er spielte College Football für die University of Colorado Boulder und steht zurzeit bei den Baltimore Ravens in der National Football League (NFL) unter Vertrag. Von 2017 bis 2020 spielte Awuzie für die Dallas Cowboys sowie von 2021 bis 2023 für die Cincinnati Bengals und 2024 für die Tennessee Titans.

## College
Awuzies Eltern waren Einwanderer aus Nigeria und lernten sich in den Vereinigten Staaten kennen. Er besuchte die Oak Grove High School in seiner Heimatstadt San José, Kalifornien, wo er erfolgreich Football spielte. Er nahm ein Stipendienangebot der University of Colorado Boulder an und spielte von 2013 bis 2016 College Football für die Colorado Buffaloes. Bereits als Freshman bestritt er sieben von zwölf Spielen als Starter, in den folgenden drei Jahren war er Stammspieler. Wegen eines Nierenrisses verpasste er die letzten drei Partien der Saison 2014. Awuzie bestritt in vier Jahren 48 Partien für die Colorado Buffaloes, dabei erzielte er 273 Tackles, davon 26 für Raumverlust und neun Sacks. Zudem wehrte er 35 Pässe ab und fing drei Interceptions.

## NFL
Awuzie wurde im NFL Draft 2017 in der zweiten Runde an 60. Stelle von den Dallas Cowboys ausgewählt. Als Rookie kam er zunächst wegen einer Oberschenkelverletzung kaum zum Einsatz. Am zweiten Spieltag war Awuzie Starter, verletzte sich aber und fiel damit für die folgenden zwei Wochen aus. Bei einem Comebackversuch in Woche 5 erlitt er einen Rückschlag, weswegen er auch an den nächsten vier Spieltagen fehlte. In den letzten fünf Partien der Saison 2017 war Awuzie Stammspieler bei den Cowboys, nachdem Anthony Brown wegen schwacher Leistungen auf die Bank gesetzt worden war. Insgesamt kam er in seiner ersten NFL-Saison auf 25 Tackles, eine Interception und sieben verteidigte Pässe.
Ab der Saison 2018 gehörte Awuzie durchgehend zum Stammpersonal der Defense von Dallas. Er stand in seiner zweiten NFL-Saison in 14 von 15 Partien als Starter auf dem Feld, ein Spiel verpasste er verletzungsbedingt. Er konnte elf Pässe verhindern und eine Interception fangen. Seine statistisch beste Saison in Dallas spielte Awuzie 2019, als er in 16 Partien als Starter 79 Tackles erzielte, 14 Pässe verhinderte, eine Interception sicherte und einen Fumble erobern konnte. Seine guten Werte kamen allerdings auch dadurch zustande, dass häufiger in seine Richtung geworfen wurde. In der Saisonvorbereitung 2020 verletzte Awuzie sich am Knie, ab dem 3. Spieltag fehlte er aufgrund einer Oberschenkelverletzung für sieben Partien. Zudem verpasste er eine Partie, da er auf die COVID-19-Reserve-Liste gesetzt worden war. Awuzie erzielte im vierten und letzten Jahr seines Rookievertrags eine Interception, wehrte fünf Pässe ab und erzwang einen Fumble.
Im März 2021 unterschrieb Awuzie einen Dreijahresvertrag im Wert von 21,75 Millionen US-Dollar bei den Cincinnati Bengals. In 14 Spielen der Regular Season verhinderte er 14 Pässe und fing zwei Interceptions. Mit den Bengals zog Awuzie in den Super Bowl LVI ein, den sie mit 20:23 gegen die Los Angeles Rams verloren. Die Saison 2022 musste Awuzie nach acht Spielen vorzeitig beenden, da er sich am achten Spieltag gegen die Cleveland Browns einen Kreuzbandriss zuzog. Awuzie kam langsam von seinem Kreuzbandriss 2023 und teilte sich in der ersten Saisonhälfte Spielzeit mit D. J. Turner II. Infolge des verletzungsbedingten Ausfalls von Cam Taylor-Britt war Awuzie später wieder Stammspieler und konnte dabei auch mit besseren Leistungen als zu Saisonbeginn überzeugen.
Am 14. März 2024 einigte Awuzie sich mit den Tennessee Titans auf einen Dreijahresvertrag im Wert von 25,5 Millionen US-Dollar. Er kam verletzungsbedingt nur in acht Spielen zum Einsatz, in denen er vier Pässe abwehrte und eine Interception fing. Im März 2025 wurde Awuzie von den Titans entlassen. Daraufhin unterschrieb er für die Saison 2025 bei den Baltimore Ravens.

### NFL-Statistiken
| Saison                             | Saison | Spiele | Spiele      | Tackles | Tackles | Tackles | Tackles | Interceptions | Interceptions | Interceptions | Interceptions | Interceptions | Fumbles | Fumbles | Fumbles |
| Jahr                               | Team   | Spiele | als Starter | Gesamt  | Solo    | Ast     | Sacks   | PD            | INT           | Yds           | Lng           | TD            | FF      | FR      | TD      |
| ---------------------------------- | ------ | ------ | ----------- | ------- | ------- | ------- | ------- | ------------- | ------------- | ------------- | ------------- | ------------- | ------- | ------- | ------- |
| 2017                               | DAL    | 10     | 6           | 25      | 14      | 11      | 0,0     | 7             | 1             | 0             | 0             | 0             | 1       | 0       | 0       |
| 2018                               | DAL    | 15     | 14          | 71      | 57      | 14      | 0,0     | 11            | 1             | 0             | 0             | 0             | 1       | 0       | 0       |
| 2019                               | DAL    | 16     | 16          | 79      | 48      | 31      | 0,0     | 14            | 1             | 0             | 0             | 0             | 0       | 0       | 0       |
| 2020                               | DAL    | 8      | 6           | 38      | 29      | 9       | 0,0     | 5             | 1             | 0             | 0             | 0             | 0       | 1       | 0       |
| 2021                               | CIN    | 14     | 14          | 64      | 53      | 11      | 0,0     | 14            | 2             | 42            | 42            | 0             | 0       | 0       | 0       |
| 2022                               | CIN    | 8      | 8           | 35      | 29      | 6       | 0,0     | 5             | 0             | 0             | 0             | 0             | 1       | 0       | 0       |
| 2023                               | CIN    | 15     | 10          | 57      | 43      | 14      | 0,0     | 6             | 0             | 0             | 0             | 0             | 1       | 1       | 0       |
| 2024                               | TEN    | 8      | 7           | 26      | 17      | 9       | 0,0     | 4             | 1             | 8             | 8             | 0             | 1       | 0       | 0       |
| Gesamt                             | Gesamt | 94     | 81          | 395     | 290     | 105     | 0,0     | 66            | 7             | 50            | 42            | 0             | 5       | 2       | 0       |
| Quelle: pro-football-reference.com |        |        |             |         |         |         |         |               |               |               |               |               |         |         |         |